# 제임스 오비오라
제임스 치부조르 오비오라(영어: James Chibuzor Obiorah, 1978년 8월 24일 ~ )는 나이지리아의 전 축구 선수로, 공격수로 활약하였다.
그는 러시아 프리미어리그의 로코모티프 모스크바에서 활동하며 2002년과 2004년에 리그 우승을 차지하는 등 여러 국내 컵 대회 우승을 경험한 것으로 가장 잘 알려져 있다. 또한 2002년 FIFA 월드컵에서 나이지리아 국가대표팀으로 출전하였다.

## 구단 경력
그의 이전 클럽으로는 RSC 안데를레흐트, 그라스호퍼 클럽 취리히, 카디스 CF, 그라츠 AK, 로코모티프 모스크바가 있으며, 2004-05년 시즌에는 로코모티프 모스크바에서 니오르로 임대되어 12경기에서 4골을 기록했다. 2007년에는 프랑스 리그 2 소속 니오르와의 계약이 종료된 후 카두나 유나이티드에서 활동하였다. 2008년 8월에는 카두나 유나이티드에서 SC 툴롱으로 이적하였다.

## 국가대표팀 경력
오비오라는 1995년 FIFA U-17 세계 축구 선수권 대회에서 8강에 진출한 나이지리아 U-17 국가대표팀의 주장으로 활약했으며, 나이지리아 국가대표팀에서는 3경기에 출전했고, 2002년 FIFA 월드컵에도 차출되어 1골을 기록했다.